# Neal Shusterman
Pour les articles homonymes, voir Shusterman.
Œuvres principales
- Série La Faucheuse
- La Trilogie des Illumières
- Série Les Fragmentés
- Série Éclats d'étoile

Neal Shusterman, né le 12 novembre 1962 à Brooklyn, est un romancier, poète et scénariste américain, spécialisé dans le roman policier, la science-fiction, le fantastique et la littérature d'enfance et de jeunesse.

## Biographie
Neal Shusterman grandit dans son quartier natal défavorisé de Brooklyn. Il termine ses études secondaires grâce à une bourse de l'American School Fondation. Il poursuit ses études à l'université de Californie à Irvine, où il obtient des diplômes en psychologie et en art dramatique. Grand sportif, il est également membre de l'équipe de natation de l'université. Pendant ses années d'études en Californie, il tient une chronique humoristique dans le journal universitaire.
Après ses études, il travaille un temps dans une agence d'artistes de Los Angeles qui prend bientôt en charge sa propre carrière. Il publie son premier roman en 1988 et se spécialise rapidement dans la littérature d'enfance et de jeunesse, y abordant successivement ou mêlant dans ses récits les genres populaires du roman policier, du fantastique et de la science-fiction.
Il est surtout connu en France pour la Trilogie des Illumières (Skinjacker Trilogy) et la série romanesque intitulée Les Fragmentés (The Unwind Dystology).
Il est également scénariste pour la télévision, notamment pour des productions du Disney Channel.

## Œuvre

### Poésie
- (en) Shadows of Doubt, 1993

### Romans

#### SérieThe Shadow Club
1. (en) The Shadow Club, 1988
2. (en) The Shadow Club Rising, 2003

#### SérieDark Fusion
1. (en) Dread Locks, 2005
2. (en) Red Rider's Hood, 2005
3. (en) Ducking Ugly, 2006

#### SérieLa Trilogie des Illumières
1. L'Éternéant, Le Masque, 2011 ((en) Everlost, 2006), trad. Alexandre Boldrini et Anne-Judith Descombey  (ISBN 978-2-7024-3532-8)
2. Le Voyage des âmes perdues, Le Masque, 2013 ((en) Everwild, 2009), trad. Claire Breton  (ISBN 978-2-7024-3533-5)
3. La Cité des âmes, Le Masque, 2013 ((en) Everfound, 2011), trad. Marianne Roumy  (ISBN 978-2-7024-3534-2)

#### SérieÉclats d'étoile
1. Éclats d'étoile, Robert Laffont, coll. « R », 2021 ((en) Scorpion Shards, 1995), trad. Cécile Ardilly  (ISBN 978-2-221-21841-9)
2. Le Dévoreur d'âmes, Robert Laffont, coll. « R », 2021 ((en) Thief of Souls, 1999), trad. Cécile Ardilly  (ISBN 978-2-221-21842-6)
3. Supernovas, Robert Laffont, coll. « R », 2022 ((en) Shattered Sky, 2002), trad. Cécile Ardilly  (ISBN 978-2-221-21843-3)

#### SérieLes Fragmentés
1. Les Fragmentés, Le Masque, 2008 ((en) Unwind, 2007), trad. Émile Passerieux  (ISBN 978-2-7024-3391-1)Réédition, Le Masque, coll. « Masque poche » no 23, 2013 (ISBN 978-2-7024-3929-6)
2. Le Peuple d'Argent ((en) UnStrung, 2012), nouvelle reprise dans une réédition du premier roman
3. Les Déconnectés, Le Masque, 2013 ((en) UnWholly, 2012), trad. Raphaëlle Vigneron  (ISBN 978-2-7024-3842-8)
4. Les Éclairés, Le Masque, 2014 ((en) UnSouled, 2013), trad. Catherine Biros  (ISBN 978-2-7024-4086-5)
5. Les Libérés, Le Masque, 2015 ((en) UnDivided, 2014), trad. Sébastien Guillot  (ISBN 978-2-7024-4095-7)
  - (en) Unbound, 2015, recueil de nouvelles de l'univers de la série (contient la nouvelle Unstrung)

#### SérieLa Faucheuse
1. La Faucheuse, Robert Laffont, coll. « R », 2017 ((en) Scythe, 2016), trad. Cécile Ardilly  (ISBN 978-2-221-19867-4)
2. Thunderhead, Robert Laffont, coll. « R », 2018 ((en) Thunderhead, 2018), trad. Stéphanie Leigniel  (ISBN 978-2-221-20029-2)
3. Le Glas, Robert Laffont, coll. « R », 2019 ((en) The Toll, 2018), trad. Cécile Ardilly  (ISBN 978-2-221-20030-8)

- Histoires secrètes, Robert Laffont, coll. « R », 2023 ((en) Gleanings, 2022), trad. Dominique Haas et Stéphanie Leigniel  (ISBN 978-2-221-26712-7), recueil de nouvelles de l'univers de la série

#### SérieThe Accelerati Trilogy
Cette série est coécrite avec Eric Elfman (en).
1. (en) Tesla's Attic, 2014
2. (en) Edison's Alley, 2015
3. (en) Hawking's Hallway, 2016

#### SérieThe N.O.A.H Files
Cette série est coécrite avec Eric Elfman (en).
1. (en) I Am the Walrus, 2023
2. (en) Schock The Monkey, 2024

#### Romans indépendants
- (en) Dissidents, 1989
- (en) Speeding Bullet, 1991
- (en) What Daddy Did, 1991
- (en) The Eyes of Kid Midas, 1992
- (en) The Dark Side of Nowhere, 1997
- (en) Downsiders, 1999
- (en) Full Tilt, 2003
- (en) The Schwa Was Here, 2004
- (en) Antsy Does Time, 2008
- (en) Bruiser, 2010
- (en) Ship Out of Luck, 2013
- Le Goût amer de l'abîme, Nathan, 2018 ((en) Challenger Deep, 2015), trad. Lilas Nord  (ISBN 978-2-09-257676-2)
- Dry, Robert Laffont, coll. « R », 2018 ((en) Dry, 2018), trad. Cécile Ardilly  (ISBN 978-2-221-22107-5)Écrit avec Jarrod Shusterman.
- Le Déclencheur, Nathan, 2022 ((en) Game Changer, 2021), trad. Eva Grynszpan  (ISBN 978-2-09-249399-1)
- D.R.U.G.S., Casterman, 2023 ((en) Roxy, 2021), trad. Corinne Daniellot  (ISBN 978-2-20-324045-2)Écrit avec Jarrod Shusterman.
- (en) Break to You, 2024Écrit avec Debra Youn et Michelle Knowlden.

#### Romans signés Easton Royce

##### SérieX-Files Universe
1. (en) 8 Voltage, 1996
2. (en) 3 Bad SignMM, 1997
3. (en) 10 Dark Matter, 1999

##### SérieSpace Above and Beyond
1. (en) The Aliens Approach, 1996
2. (en) Mutiny, 1996

### Recueils de nouvelles

#### SérieDarkness Creeping
- (en) Neal Shusterman's Darkness Creeping: Tales to Trouble Your Sleep, 1993
- (en) Neal Shusterman's Darkness Creeping II: More Tales to Trouble Your Sleep, 1995
- (en) Darkness Creeping: Twenty Twisted Tales, 2007

#### Autres recueils de nouvelles
- (en) Mindquakes: Stories to Shatter Your Brain, 1996
- (en) Mindstorms: Stories to Blow Your Mind, 1996
- (en) Mindtwisters: Stories To Shred Your Head, 1997
- (en) Mindbenders: Stories to Warp Your Brain

### Nouvelles
- (en) Alexander's Skull, 1993
- (en) Black Box
- (en) Car Four, 1993
- (en) Flushie, 1993
- (en) Monkeys Tonight, 1993
- (en) Not It, 1993
- (en) Resting Deep, 1993
- (en) Same Time Next Year, 1993
- (en) Screaming at the Wall, 1993
- (en) An Ear for Music, 1995
- (en) Connecting Flight, 1995
- (en) Crystalloid, 1995
- (en) Growing Pains, 1995
- (en) Riding the Raptor, 1995
- (en) Security Blanket, 1995
- (en) Soul Survivor, 1995
- (en) Trash Day, 1995
- (en) Boy on a Stoop, 1996
- (en) Caleb's Colors, 1996
- (en) Damien's Shadow, 1996
- (en) Dead Letter, 1996
- (en) Number Two, 1996
- (en) Ralphy Sherman's Jacuzzi of Wonders, 1996
- (en) Retaining Walls, 1996
- (en) Terrible Tannenbaum, 1996
- (en) The Soul Exchange, 1996
- (en) Yardwork, 1996
- (en) Dark Alley, 1997
- (en) Loveless, 1997
- (en) Mr. Vandermeer's Attic of Shame, 1997
- (en) Pea Soup, 1997
- (en) Ralphy Sherman's Bag of Wind, 1997
- (en) Special Deliverance, 1997
- (en) The Elsewhere Botique, 1997
- (en) The In Crowd, 1997
- (en) Bad Fortune at Wong Lee's, 2000
- (en) Mail Merge, 2000
- (en) Obsidian Sky, 2000
- (en) Open House, 2000
- (en) Ralphy Sherman's Patty Melt on Rye, 2000
- (en) The Bob Squad, 2000
- (en) The Body Electric, 2000
- (en) The Living Place, 2000
- (en) The Peter Pan Solution, 2000
- (en) Majority Rules, 2006
- (en) Catching Cold, 2007
- (en) Ralphy Sherman's Root Canal, 2007
- (en) The River Tour
- (en) Who Do We Appreciate?, 2007
- (en) Perpetual Pest, 2010Écrit avec Terry Black.

### Autres publications
- (en) Guy Talk, 1987
- (en) It's Ok to Say No to Cigarettes and Alcohol, 1988
- (en) Neon Angel: The Cherie Currie Story, 1989Écrit avec Cherie Currie.
- (en) Kid Heroes: True Stories of Rescuers, Survivors, and Achievers, 1991
- (en) Piggyback Ninja, 1994
- (en) Afterword: Where They Came From (Mindquakes: Stories to Shatter Your Brain), 1996
- (en) Where They Came From, 2000
- (en) Foreword (Darkness Creeping: Twenty Twisted Tales), 2007

## Filmographie

### En tant que scénariste

#### À la télévision
- 1996-1998 : Chair de poule (Goosebumps), série télévisée américaine créée par R. L. Stine. Neal Shusterman est le scénariste de 7 épisodes.
- 1998 : Animorphs, série télévisée canadienne créée par Katherine Alice Applegate. Neal Shusterman est scénariste de 6 épisodes.
- 2004 : Star idéale (Pixel Perfect), téléfilm américain de Mark A.Z. Dippe, avec Ricky Ullman et Leah Pipes
- 2011 : L'Heure de la peur (R.L. Stine's The Haunting Hour), série télévisée américaine créée par R. L. Stine. Neal Shusterman est le scénariste de 2 épisodes.

### Adaptation

#### Au cinéma
- 1994 : Double Dragon, film américain réalisé par James Yukich, avec Scott Wolf, Mark Dacascos et Alyssa Milano